# Questa notte o mai (film 1972)
Questa notte o mai (Heute Nacht oder nie) è un film del 1972 scritto, prodotto e diretto da Daniel Schmid.